# HD 87015
HD 87015，又名BD+22 2164，SAO 81154、HR 3952，是一颗恒星，视星等为5.66，位于銀經211.17，銀緯51.48，其B1900.0坐标为赤經9h 57m 14.4s，赤緯+22° 51.48′ 54″。